# Hans-Günter Schröder

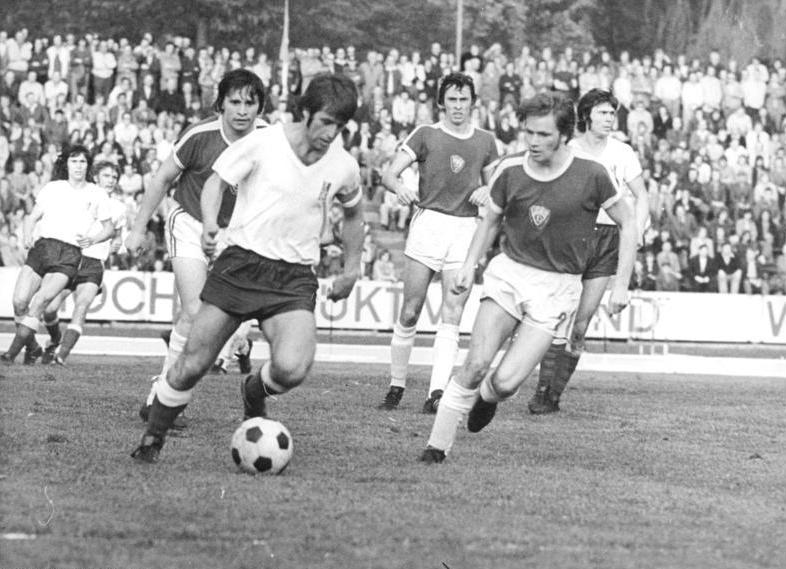
Hans-Günter Schröder (am Ball), 1976

Hans-Günter „Sakko“ Schröder (* 18. September 1943) ist ein ehemaliger deutscher Fußballspieler.
Sakko Schröder spielte in seiner Karriere ausschließlich für den FC Rot-Weiß Erfurt bzw. dessen Vorgängerverein Turbine Erfurt. Sein Debüt in der DDR-Oberliga gab er am 12. November 1961 beim 3:0-Erfolg beim HFC Chemie. Insgesamt war er fast zwanzig Jahre lang für den Verein aktiv. Dabei absolvierte er 260 Oberligapartien, in denen er 45 Tore erzielte. Außerdem spielte er 42 Mal in der zweitklassigen DDR-Liga und erzielte dort 15 Tore, sowie 32 Einsätze im FDGB-Pokal, in denen er vier Treffer markierte. In der Juniorenauswahl der DDR brachte er es auf acht Einsätze, zu einem Einsatz in der Nationalelf reichte es für ihn nicht. Zum Abschluss seiner aktiven Laufbahn war er 1979/80 Kapitän der Erfurter Mannschaft in der Nachwuchs-Oberliga, welche in dieser Saison unter Trainer Siegmar Menz den Meistertitel errang.
Seit seinem Karriereende 1980 ist Sakko Schröder als Mannschaftsbetreuer der ersten Männermannschaft bis heute die gute Seele des Vereins. Außerdem arbeitete er unter verschiedenen Trainern als Co-Trainer des Vereins. Nach dem Weggang von Frank Engel war er vom 15. Mai 1997 bis 30. Juni 1997 kurze Zeit auch Cheftrainer der Erfurter.
Am 10. Dezember 2016 ist ihm zu Ehren ein Maskottchen beim FC Rot-Weiß Erfurt vorgestellt worden, „Sakko“.
| Personendaten    | Personendaten            |
| ---------------- | ------------------------ |
| NAME             | Schröder, Hans-Günter    |
| ALTERNATIVNAMEN  | Schröder, Sakko          |
| KURZBESCHREIBUNG | deutscher Fußballspieler |
| GEBURTSDATUM     | 18. September 1943       |